# 小沢みさき
小沢 みさき（おざわ みさき、1985年8月8日 - ）は、岩手県岩手町出身の日本女子フィールドホッケー選手。ポジションはFW。北京五輪ホッケー女子日本代表。

## 来歴
小学校3年生の時に地元のホッケースポーツ少年団に入団しホッケーを始めた。当時はGKとしてもプレイしていて全国大会で4位にもなっている。
中学校から本格的にFWに転向。沼宮内高等学校では、インターハイで2度準優勝している。
その後、富士大学に入学。2008年北京オリンピックにも出場した。
2009年からグラクソ・スミスクライン女子ホッケー部に入部。